# Sofía de Egipto
Sofía de Egipto o Santa Sofía de Egipto (19? - 200), fue una mártir cristiana martirizada, junto con Irene, también egipcia y venerada como santa.
Su festividad se celebra el 18 de septiembre.
Los sinasarios bizantinos y los menologios recuerdan a Sofía e Irene el 17 o 18 de septiembre. No especifican datos sobre ellas ni sobre la época o el lugar donde vivieron. Su memoria está directamente ligada al precedente de los martirios de Heraclides y Mirón obispos de Tamasos (Chipre), citados en un dístico menológico, del que se deduce su existencia, ya que alude a su decapitación. En occidente, el primero en introducir a Sofía e Irene en el Martirologio Romano fue César Baronio, teniéndolas como mártires y fijando su festividad el 18 de septiembre.
Los bolandistas, en su comentario al Martirologio Romano, destacaron que, en Constantinopla, en la iglesia de Santa Sofía, existía, como una de sus dependencias, la iglesia de Santa Irene.
Una versión dice que después de ser decapitada, una cristiana recogió sus reliquias y las depositó en su casa, donde se obraron muchos milagros. El emperador Constantino, informado de ello, hizo trasladar las reliquias a Constantinopla y construyó una gran iglesia en su honor.